# ژی‌اس‌دبلیو استیل
ژی‌اس‌دبلیو استیل (انگلیسی: JSW Steel) شرکت فولاد هندی است، که در سال ۱۹۸۲ توسط سجان جیندال تأسیس شد.